# Clement Arthur West
Clement Arthur West, britanski general, * 1892, † 1972.